# Bundesstraße 38
Die Bundesstraße 38 (Abkürzung: B 38) ist eine deutsche Bundesstraße, die zwischen der Bundesstraße 26 bei Roßdorf (östlich von Darmstadt) und der D 264 (Département Bas-Rhin/Frankreich) am Grenzübergang nach Wissembourg bei Schweigen-Rechtenbach verläuft. Zwischen Ludwigshafen und Landau ist die B 38 nach dem Bau der parallel verlaufenden A 65 bis auf einen Teilabschnitt bei Neustadt an der Weinstraße zu Teilen der rheinland-pfälzischen Landesstraßen 530, 519 und 516 abgestuft worden.

## Streckenverlauf
Der erste Teil der B 38 (54 km) beginnt östlich von Roßdorf an einer Anschlussstelle der B 26. Sie streift Georgenhausen, führt vorbei an Spachbrücken und der Kernstadt Reinheim, wo sie die Gersprenzniederung erreicht.  Weiter führt sie durch Groß-Bieberau, vorbei an Brensbach und Fränkisch-Crumbach bis Kirch-Beerfurth, wo sie mit der B 47 vereinigt wird. Gemeinsam verlaufen die Bundesstraßen durch Bockenrod, Reichelsheim und Gumpen, um sich am Gumpener Kreuz, dem 276 Meter hohen Übergang vom Gersprenz- ins Weschnitztal wieder zu trennen. Die B 47 führt Richtung Westen weiter nach Bensheim und Worms. Die B 38 nimmt den Weg hinab zur Weschnitz bei Krumbach. Von hier geht es gemeinsam mit der Bundesstraße 460 durch die Kerngemeinde Fürth und durch Lörzenbach, wo die B 460 nach Heppenheim (Bergstraße) im Westen abzweigt. Die B 38 bleibt im Tal und durchquert die Kerngemeinden Rimbach und Mörlenbach. Kurz vor Reisen verlässt die Straße auf der neugeschaffenen Zufahrt zum Saukopftunnel den Talgrund nach Westen. Bis zu seiner Fertigstellung Ende 1999 blieb die Bundesstraße im Tal und führte durch Reisen, Birkenau und Weinheim. Die neue B 38 jedoch führt vom Westportal des Saukopftunnels nördlich an Weinheim vorbei. Am Weinheimer Kreuz wird die A 5 unterquert und die B 38 wird zur A 659.
Kurz hinter dem Viernheimer Kreuz endet die A 659 und verläuft als weiteres Teilstück der B 38 sechsspurig weiter. Sie verläuft vierspurig durch Mannheim-Käfertal, vorbei am Universitätsklinikum Mannheim und verläuft in der Stadtmitte ein kurzes Stück auf dem Friedrichs- und Kaiserring, ehe sie an der Bismarckstraße zunächst an der B 37 endet.
In Ludwigshafen erscheint die B 38 auf manchen Landkarten auf der gleichen Fahrbahn wie die B 44.
Ein kurzes Teilstück (5 km) der B 38 findet man in Neustadt an der Weinstraße, die B 38 verbindet hier die A 65 mit der Innenstadt von Neustadt, wo sie an der B 39 endet.
Ein viertes Teilstück (24 km) verläuft von der Anschlussstelle Landau-Süd vorbei an Bad Bergzabern zur französischen Grenze bei Schweigen-Rechtenbach bzw. Wissembourg. Auf diesem Teilstück ist die B 38 streckenweise identisch mit der Deutschen Weinstraße. Bei Oberotterbach weist die B 38 als Besonderheit zwei Teilortsumgehungen auf, wobei die Weinstraße in zwei kurzen Abschnitten einmal östlich und einmal westlich umfahren wird.

## Geschichte

### Ursprung
Die Landstraße von Mannheim nach Neustadt war als Weinstraße eine der wichtigsten Verbindungen der Pfalz und wurde ab 1766 zur Kunststraße ausgebaut.
Zwischen 1840 und 1843 entstand die Landstraße zwischen Weinheim und Fürth.
Die Viernheimer Umgehungsstraße wurde 1936/37 als Zubringer zur Reichsautobahnlinie Frankfurt – Mannheim erbaut. Als echte Reichsstraße überquert sie zweimal die badisch-hessische Landesgrenze und wurde somit ohne Rücksicht auf traditionelle Landesgrenzen errichtet.

### Frühere Strecken und Bezeichnungen
Die badische Staatsstraße Nr. 145 führte von Weinheim bis zur hessischen Landesgrenze bei Birkenau. Die Strecke zwischen Mannheim und Weinheim führte über die hessische Stadt Viernheim und wurde deshalb nicht zur Chaussee ausgebaut.
Bei der ursprünglichen Nummerierung 1932 führte die damalige Fernverkehrsstraße 38 (FVS 38), 1934 in Reichsstraße 38 (R 38) umbenannt, nur von Ludwigshafen bis zur deutsch-französischen Grenze bei Schweigen. Nach der Fertigstellung der Viernheimer Umgehungsstraße, die gleichzeitig als Autobahnzubringer zur neugebauten Autobahn Frankfurt – Karlsruhe diente, wurde die Reichsstraße 38 bis Weinheim verlängert. Während der deutschen Besetzung des Elsass (1940–1944) wurde die R 38 über Hagenau und Straßburg bis zur elsässischen Grenze bei Belfort unter Verwendung der Trassen der französischen Nationalstraßen 63 und 83 verlängert. Erst in den 1960er Jahren wurde die Landstraße zwischen Weinheim und Roßdorf zur Bundesstraße ausgebaut. In den Ausbau wurde auf einer Teilstrecke die Trasse der stillgelegten Gersprenztalbahn einbezogen.

### Ersetzungen
Nach der Inbetriebnahme der A 65 wurde das parallel laufende Teilstück der B 38 zwischen Landau und Neustadt, auf dem die Deutsche Weinstraße verläuft, als Bundesfernstraße entbehrlich und daher zu einer Landesstraße abgestuft.
Das Teilstück zwischen Mannheim und Weinheim wurde 1964 zur Autobahn (seit 1975 A 659) ausgebaut. 
Mit der Eröffnung des 2.715 m langen Saukopftunnels an der Landesgrenze zwischen Hessen und Baden-Württemberg wurde am 9. Dezember 1999 die Ortsumgehung von Birkenau (Weschnitztal) realisiert. Der Tunnel war zwischen Juli und Dezember 2008 wegen Sicherheitsnachrüstungen gesperrt. Eine erneute Sperrung war ab Juli 2009 geplant. Auf der Grundlage eines vom Regierungspräsidium  eigens in Auftrag gegebenen Verkehrsgutachtens wurde der Verkehr in dieser Zeit großräumig über die A 5, die B 3, die B 460 und Landesstraßen 596, 3120 sowie 3408 umgeleitet.

### Planungen
Im Zusammenhang mit städtebaulichen Entwicklungen ist bis etwa 2030 im Bereich Mannheim-Käfertal bis zur A 659 ein Rückbau der B 38 zur Stadtstraße vorgesehen.